# Store Skagastølstind
Store Skagastølstind (también conocido como Storen) es el tercer pico más alto en Noruega. Está situado en la frontera entre los municipios de Luster y Årdal en el condado de Sogn og Fjordane, Noruega. La montaña se eleva unos 2.405 metros (7.890 pies) y es parte de la cordillera de Hurrungane. Las montañas Vetle Skagastølstind y Midtre Skagastølstind se encuentran inmediatamente al norte de esta montaña y las montañas Sentraltind y Jervvasstind se encuentran inmediatamente al este.